# Star Trek: Into Darkness (soundtrack)
Star Trek: Into Darkness is de originele soundtrack, gecomponeerd door Michael Giacchino voor de film Star Trek: Into Darkness uit 2013 van J.J. Abrams. Het album werd digitaal uitgebracht op 14 mei 2013 en fysiek op 21 mei 2013 door Varèse Sarabande.
De partituur werd uitgevoerd door het Hollywood Studio Symphony en Page LA Studio Voices en opgenomen in de Sony Scoring Stage in Culver City op 5 tot 9 maart en 2 en 3 april 2013. Het werd georkestreerd en gedirigeerd door Tim Simonec. De muziek werd opgenomen door geluidstechnicus Tim Lauber en gemixt door geluidstechnicus Joel Iwataki.
De filmmuziek is opmerkelijk vanwege de orkestratie met piano, de eerste Star Trek-soundtrack die dit doet sinds Cliff Eidelmans soundtrack voor Star Trek VI: The Undiscovered Country (1991), evenals een koor dat volledig in de Klingon-taal zingt (wat voorkomt op het nummer getiteld "The Kronos Wartet").
Op 28 juli 2014 bracht Varèse Sarabande een uitgebreid album uit met een beperkte oplage van 6000 exemplaren van de filmmuziek, getiteld Star Trek: Into Darkness – The Deluxe Edition. Het album bevat 2 cd's.

## Tracklijst
Alle muziek is geschreven door Michael Giacchino, tenzij anders aangegeven.

| 1.                 | Logos / Pranking The Natives                                              | 3:01 |
| 2.                 | Spock Drops, Kirk Jumps                                                   | 1:43 |
| 3.                 | Sub Prime Directive (bevat "Theme from Star Trek" van Alexander Courage)  | 2:23 |
| 4.                 | London Calling                                                            | 2:09 |
| 5.                 | Meld-merized                                                              | 2:40 |
| 6.                 | The Kronos Wartet                                                         | 5:25 |
| 7.                 | Brigadoom                                                                 | 3:41 |
| 8.                 | Ship to Ship                                                              | 2:50 |
| 9.                 | Earthbound and Down                                                       | 2:37 |
| 10.                | Warp Core Values                                                          | 2:56 |
| 11.                | Buying the Space Farm                                                     | 3:17 |
| 12.                | The San Fran Hustle                                                       | 5:00 |
| 13.                | Kirk Enterprises (bevat "Theme from Star Trek" van Alexander Courage)     | 3:00 |
| 14.                | Star Trek Main Theme (bevat "Theme from Star Trek" van Alexander Courage) | 3:25 |
| Totale duur: 44:07 |                                                                           |      |

| 15.                | The Growl – Conway (geschreven door J.J. Abrams, Charles Scott, Anne Preven en Kassia Conway) | 2:56 |
| Totale duur: 47:17 |                                                                                               |      |

| 15.                | The Rage That's In Us All – Bo Bruce (geschreven door J.J. Abrams, Charles Scott, Bo Bruce en Gary Lightbody) | 2:56 |
| Totale duur: 47:17 | |      |

| 15.                | The Dark Collide – Penelope Austin (geschreven door J.J. Abrams, Charles Scott, Penelope Austin en Robert Conley) | 2:56 |
| Totale duur: 47:17 | |      |

| 15.                | (I Wanna) Race With You – We Are I.V (geschreven door J.J. Abrams, Charles Scott, Nick McKerl, Matthieu Tosi, Laurent Wilthien en Jean Noel Wilthien) | 3:16 |
| Totale duur: 47:37 | |      |

| 15.                | Noches Estridentes – Roxana (geschreven door J.J. Abrams, Charles Scott en Roxana Puente) | 2:56 |
| Totale duur: 47:17 |                                                                                           |      |

| 15.                | Flashback 92 – Céu (geschreven door J.J. Abrams, Charles Scott en Maria do Céu Whitaker Poças) | 2:48 |
| Totale duur: 47:05 |                                                                                                |      |

| 15.                | Into Darkness – Capsule met Kyary Pamyu Pamyu (geschreven door J.J. Abrams, Charles Scott en Yasutaka Nakata) | 3:24 |
| Totale duur: 47:44 | |      |

### Uitgebreide uitgave (The Deluxe Edition – Varèse Sarabande, 2014)
Albumtracks van de originele cd zijn vetgedrukt in de volgende tracklijst, hoewel de lengtes van sommige tracks van de originele cd kunnen verschillen.

| 1.                 | Logos / Pranking The Natives             | 2:58 |
| 2.                 | Spock Drops, Kirk Jumps                  | 1:43 |
| 3.                 | Undersea Enterprises Inc.                | 1:33 |
| 4.                 | On The Bridge And On The Rocks           | 1:42 |
| 5.                 | Sub Prime Directive                      | 2:23 |
| 6.                 | London Calling                           | 2:11 |
| 7.                 | Demotion Emotion                         | 0:53 |
| 8.                 | London Falling                           | 2:33 |
| 9.                 | The Pride Of Iowa                        | 0:43 |
| 10.                | Astronomical Manhunt                     | 2:12 |
| 11.                | Man vs Blaster                           | 1:55 |
| 12.                | Meld-Merized                             | 2:41 |
| 13.                | Admiral Exposition                       | 3:23 |
| 14.                | Personal Space                           | 0:45 |
| 15.                | So Long Scotty                           | 0:57 |
| 16.                | Chief Concern / The Moral Mission        | 2:15 |
| 17.                | Covert Carol                             | 0:38 |
| 18.                | Galactic Road Trip                       | 1:16 |
| 19.                | Torpedo Diplomacy                        | 2:19 |
| 20.                | Spock And Uhura                          | 1:05 |
| 21.                | Klingon Chase / Meeting*                 | 5:03 |
| 22.                | Harrison Attack*                         | 2:46 |
| 23.                | Harrison Brought Onboard                 | 2:00 |
| 24.                | Harjugal Visit                           | 2:04 |
| 25.                | Damage Control                           | 1:18 |
| 26.                | Scotty’s Floored                         | 1:36 |
| 27.                | Torpedo Tango                            | 1:08 |
| 28.                | Cryo Your Heart Out                      | 0:17 |
| 29.                | Harrison's Heart / Enter The Vengeance** | 3:44 |
| 30.                | Mom’s Calling                            | 2:19 |
| 31.                | You’re Not Safe At Warp                  | 0:35 |
| Totale duur: 58:55 |                                          |      |

| 1.                 | Kirk’s Last Stand          | 2:24 |
| 2.                 | Guns Down                  | 1:07 |
| 3.                 | Chair Of Command           | 0:57 |
| 4.                 | You Wanna Do What?         | 1:58 |
| 5.                 | Pull The Trigger           | 0:27 |
| 6.                 | Ship To Ship               | 2:53 |
| 7.                 | Hallway Fight              | 1:33 |
| 8.                 | Head Games                 | 1:48 |
| 9.                 | I’m Gonna Make This Simple | 2:47 |
| 10.                | Human Popsicles            | 1:18 |
| 11.                | Earthbound And Down        | 4:19 |
| 12.                | Warp Core Values           | 2:57 |
| 13.                | Max Thrusters              | 0:57 |
| 14.                | Buying The Space Farm      | 3:20 |
| 15.                | Go Get ’Em                 | 1:13 |
| 16.                | The San Fran Hustle        | 5:05 |
| 17.                | Kirk Enterprises           | 2:57 |
| 18.                | End Credits†               | 8:43 |
| 19.                | Ode To Harrison            | 6:36 |
| 20.                | Ode To Vengeance           | 6:29 |
| Totale duur: 59:48 |                            |      |

* - Bevat materiaal dat aanwezig was op de originele soundtrack als "Kronos Wartet"
** - Bevat materiaal dat aanwezig was op de originele soundtrack als "Brigadoom"
† - Bevat materiaal dat aanwezig was op de originele soundtrack als "Star Trek Main Theme" en bevat "Theme from Star Trek" van Alexander Courage & Gene Roddenberry